# Gare royale (Ardenne)
Ne doit pas être confondu avec Gare royale (Laeken).
La gare royale, dite aussi halte royale, d'Ardenne ou de Houyet, est une gare ferroviaire belge, fermée, de la ligne (166) de Dinant à Bertrix via Houyet et Beauraing. Elle est située au lieu dit Bois del Priesse, en bordure de la Lesse, à un peu plus d'un kilomètre du bourg centre de la commune de Houyet, en Région wallonne dans la province de Namur.
Mise en service en 1898, elle desservait l'hôtel du Château royal d'Ardenne, elle est fermée en 1909 après la mort de Léopold II qui l'a fait construire.

## Situation ferroviaire
Établie à 118 mètres d'altitude, la gare royale est située au point kilométrique (PK) 12,3xx de la ligne (166) de Dinant à Bertrix via Houyet et Beauraing, entre les gares de Gendron - Celles et de Houyet.

## Histoire
C'est le roi Léopold Ier qui découvre ce site, qui domine la vallée, lors d'une chasse, il y construit une tour – pavillon de chasse. Puis c'est le roi Léopold II, qui y fait construire le Château royal d'Ardenne, par l'architecte Alphonse Balat, en 1874. N'en ayant pas fait l'une de ses résidences, le roi confie le château à la Compagnie internationale des wagons-lits pour qu'elle le gère en hôtel. Pour satisfaire son ambition d'attirer de riches touristes, il fait, en 1897, agrandir le château d'une annexe comportant une centaine de chambres.
En 1898, on construit une gare pour que les clients de l'hôtel puissent directement accéder au domaine qui va être complété par le Royal Golf du Château royal d'Ardenne.
Cette gare privée n'est utilisée que par les invités et les clients du château-hôtel. Une fois débarqués du train, des calèches leur font parcourir le trajet jusqu'au château. Ils arrivent notamment des grandes villes que sont Berlin, Vienne, Cologne ou Paris.
La gare est définitivement fermée en 1909, après la mort de Léopold II.

## Patrimoine ferroviaire
Le long de la voie ferrée, juste après un pont sur la Lesse, la gare est située à flanc de rocher. Elle comprend « un vaste édifice circulaire évidé en son centre, d'inspiration médiévale et militaire, en moellons calcaires réglés et pierre de taille, duquel émerge une tour carrée. Murs extérieurs aveugles, hormis la porte d'accès au hall d'entrée qui communique avec la tour. Celle-ci a deux niveaux sous toit plat limité par des courtines crénelées et muni d'une échauguette ; encadrées de pierre, ouvertures néo-traditionnelles dont la porte ouvrant sur le terre-plein central. Circulaire lui aussi, il permettait aux véhicules de manœuvrer avant d'embarquer les voyageurs et de gravir la rampe en spirale (231 m de long) qui se poursuit par un chemin forestier jusqu'au château. Dans la rampe, abritant des commodités et quelques salles, baies aux montants monolithes sous linteau en bâtière ; pièce supérieure de la tour (salon de repos) accessible uniquement par cette rampe » .
L'ancienne gare est la propriété de la Donation royale qui y pratique un entretien « a minima ». L'échevin du patrimoine de la commune de Houyet estime qu'aménagée, elle pourrait être utilisée pour des manifestations culturelles, de type concert.

images de la gare fermée
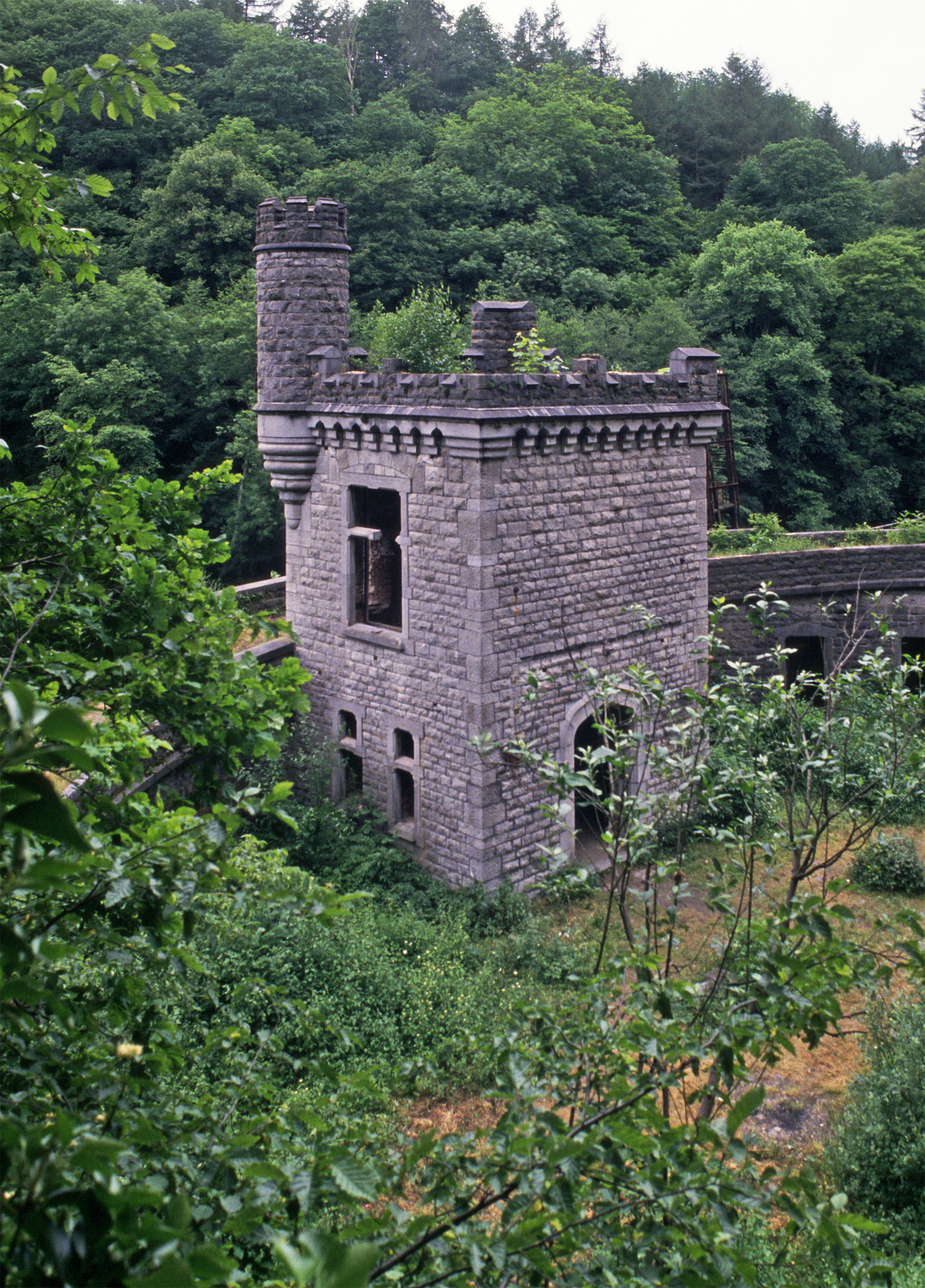
En 1990.
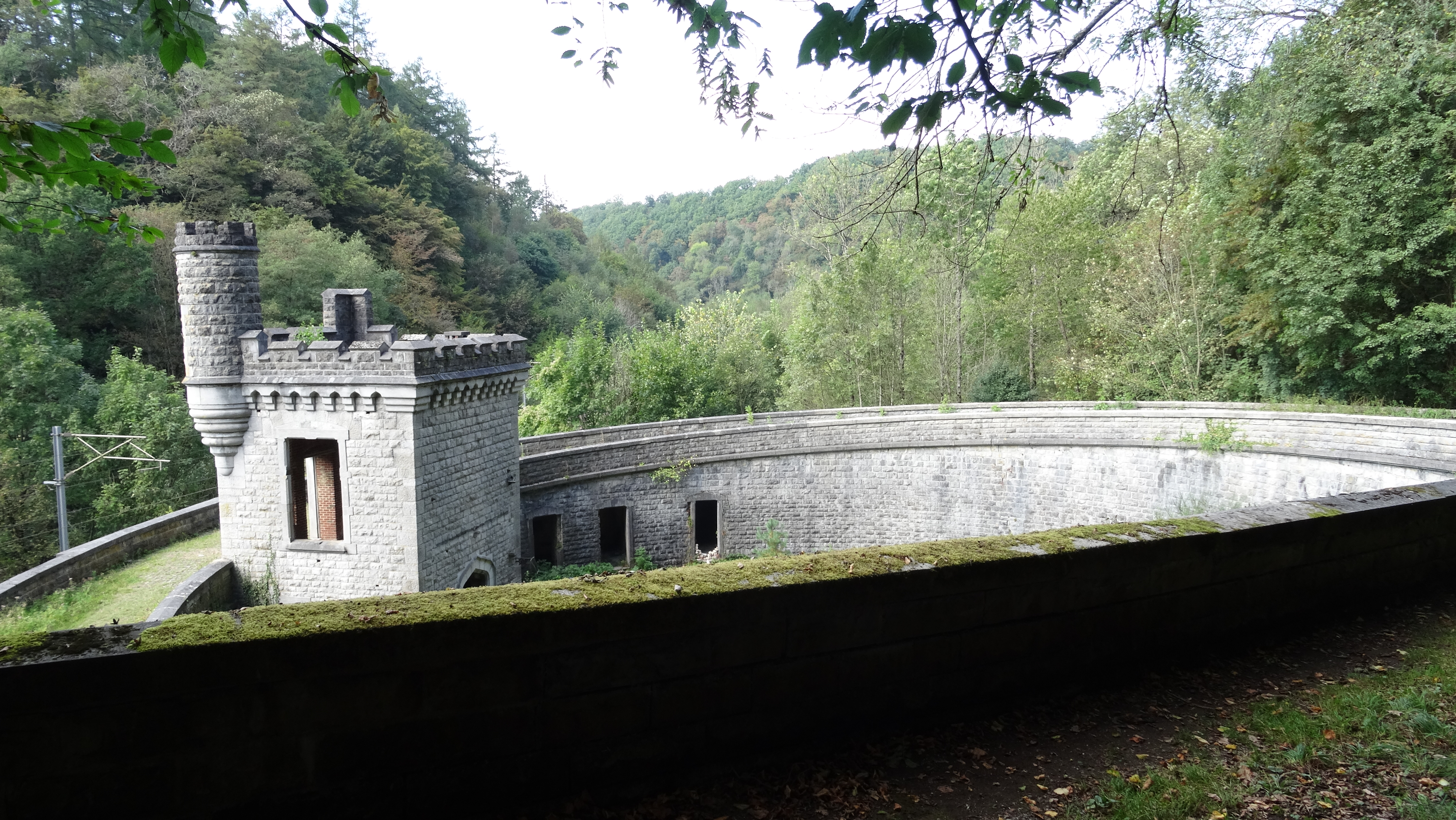
En 2016.